# Minisegway

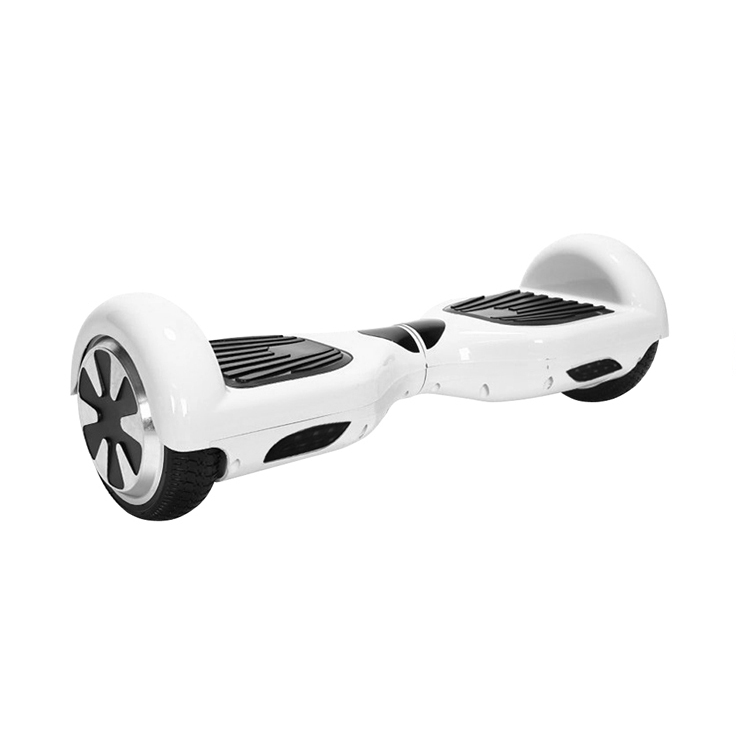
Bílé Speedio

Minisegway, (též Speedio, Hoverboard, gyroboard či gyroskútr, anglicky též self-balancing two-wheeled board, česky kolonožka) je dvoukolový elektrický osobní dopravní prostředek se samovyvažovacím zařízením, obdoba vozítka Segway, avšak bez řídítek, podobná spíše skateboardu, některé typy jsou vybaveny zkrácenou tyčí se sedátkem. Několik takových zařízení se objevilo roku 2014 v Čině, roku 2015 se stala populární v USA. Směr i rychlost jízdy se ovládají pouze intenzitou nášlapu nohou nakláněním jezdce. Jízdu na tomto osobním přepravníku se lze snadno naučit během několika málo minut. Balanční systém funguje na spolupráci inteligentních mikročipů a gyroskopů, které vyhodnocují polohu jezdce vůči vozítku. Gyroskopický systém tímto umožňuje jezdci otáčet se na místě, rozjet se kupředu či couvat. Poloviny vozítka jsou spojeny kloubovým spojením, zatáčet se dá změnou úhlu mezi nimi. Oproti klasickému segwayi je výrazně levnější, lehčí, má kratší dojezd na jedno nabití a kvůli menším kolům i horší prostupnost terénem.

## Modely
Modely se objevují v různých barevných variantách a provedeních. Existují tři základní modely.[zdroj⁠?!] Všechny tři modely mají po dvou motorech a jsou vybaveny Lithium-iontovými akumulátory, nejčastěji značky Samsung o kapacitě 4,4 ampérhodin, které jsou připraveny k použití po necelých 2 hodinách nabíjení. 
Standardní model pohánějí 2 motory o výkonu 250 W. Maximální rychlost je 15 kilometrů v hodině a maximální stoupání v úhlu 25° (47 %).[zdroj⁠?!] Hmotnost má kolem 12 kilogramů a maximální nosnost 120 kg. Dojezd činí mezi 8 a 10 kilometry.[zdroj⁠?!]
Model pro pokročilé uživatele pohánějí také 2 motory, ale o výkonu 350 W, které umožní jezdci jet rychlostí do 10 kilometrů v hodině a maximální stoupání v úhlu 20° (36 %).[zdroj⁠?!] Hmotnost se pohybuje kolem 12 kilogramů a maximální nosnost je 100 kg. Dojezd je 15 až 20 kilometrů.[zdroj⁠?!]
Terénní model pohánějí 2 motory o výkonu 500 W. Maximální rychlost je 16 kilometrů v hodině a maximální stoupání v úhlu 15° (27 %).[zdroj⁠?!] Hmotnost je kolem 14 kilogramů a maximální nosnost 120 kg. Dojezd na jedno nabití je 20 kilometrů. Díky větším kolům o průměru 25 cm zvládne tento model i náročnější terén.
V roce 2015 byly nabízeny různé modely v cenovém rozmezí od 13 do 17 tisíc korun, ceny ale následně výrazně spadly, do rozmezí od 4 do 9 tisíc korun.

## Využití
V zámoří se již stal oblíbeným prostředkem a získal si příznivce i ve světě celebrit, vlastní ji například zpěvák Justin Bieber, americký rapper Wiz Khalifa a zajezdil si na ní i herec Jamie Foxx.[zdroj?] Z českých celebrit se proslavilo například video youtuberky Fallenky.

## Legislativa

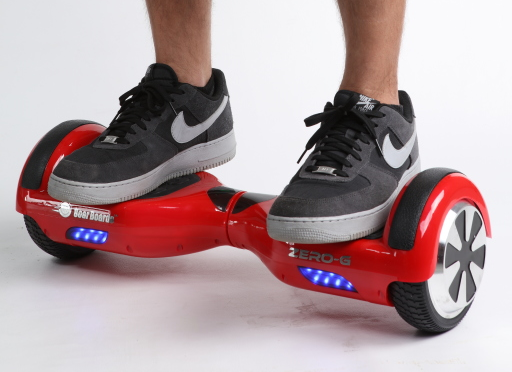
Minisegway během používání

Podobně jako u segwayů, legislativní úprava se v jednotlivých zemích liší. V České republice patří osobní přepravníky se samovyvažovacím zařízením od roku 2016 pro účely pravidel silničního provozu do kategorie tzv. osobních technických prostředků, legislativní zkratkou nazývaných osobní přepravník. Na jejich uživatele se vztahují obdobná pravidla jako na osoby na lyžích nebo kolečkových bruslích, tedy v zásadě režim chodce (avšak oproti lyžařům a bruslařům mají na chodnících a stezkách pro chodce omezenou rychlost na rychlost chůze) a také mohou používat též stezky nebo pruhy pro cyklisty. Na cyklistických stezkách a pruzích, na levé krajnici nebo na levém okraji vozovky (kde není chodník) jejich rychlost omezena není. 